# Цветение необыкновенной орхидеи
«Цветение необыкновенной орхидеи» (англ. The Flowering of the Strange Orchid) — рассказ Герберта Уэллса, впервые опубликованный в 1894 году в Pall Mall Budget.

## Сюжет
Уинтер Уэддерберн рассуждает о том, что с ним «никогда ничего не случается» и «не происходит», и его жизнь «слишком спокойная», «без переживаний». Его спокойная жизнь с отсутствием особых проблем представляется ему скучной.
Уэддерберн коллекционирует редкие орхидеи. Он отправляется в Лондон на аукцион, где собираются продавать новую партию этих растений, привезённых из Индии и с Андаманских островов, и возвращается оттуда с покупкой. Он привозит несколько видов корневищ орхидей, один из которых является неопределяемым по внешним признакам, и есть шанс что он может оказаться совсем новым, не известным до этого видом или даже родом этих растений. Экономке Уэддерберна, его дальней родственнице, которой он показывает свои покупки, не нравится безобразная форма этого корневища.
Уэддерберн возражает, что «нельзя о таких растениях судить, пока они в сухом состоянии. Из каждого может выйти очень, очень красивая орхидея». При этом он попутно рассказывает, что «охотника за орхидеями» Бэттена, нашедшего эту орхидею, обнаружили мертвым в мангровом болоте. Растение же нашли под его телом.
Уэддерберн начинает проращивать корневище. Экономке по-прежнему не нравится это корневище и внешний вид «воздушных» корней, которые оно выпускает. Наконец новая орхидея зацветает пышными белыми цветами с опьяняющим ароматом, душистым и приторно-сладким. Уэддерберн, увидев это, сразу понимает, что это орхидея нового, доселе неизвестного вида. Но тут же опьяняющий аромат становится невыносимым, и он падает в обморок.
Экономка в это время ждет его к столу, но Уэддерберн не появляется. Она идет искать его в оранжерею и вдруг в оцепенении видит, что Уэддерберн лежит лицом вверх под той самой орхидеей. Корни орхидеи, переплетенные в клубок серых жгутов и туго натянутые, впиваются в его шею, подбородок и руки. Женщина бросается к Уэддерберну и пытается вырвать его шею из корней орхидеи. Из обломанных при этом отростков капает красный сок. Вдруг ей самой становится дурно от опьяняющего запаха, и она из последних сил убегает из оранжереи.
Её осеняет счастливая мысль. Она берет цветочный горшок и им разбивает стекла в оранжерее, чтобы туда зашел свежий воздух. Снова зайдя в оранжерею, вне себя от ужаса, она вытаскивает на свежий воздух Уэддерберна вместе с прицепившейся к нему орхидеей. Один за другим она отрывает все корешки растения. Уэддерберн мертвенно бледен, из множества круглых ранок на его шее сочится кровь. Однако он всё же приходит в себя, не понимая что произошло. Вызывают доктора, Уэддерберн потерял много крови, но опасности для жизни нет. Он постепенно поправляется.

## Переводы на русский язык
На данный момент известны как минимум пять переводов рассказа на русский язык.
- А. Гретман (Цвѣтение странной архидеи)
- В. Готовцев (Цветенье странной орхидеи)
- О. Богданова (Цветение странной орхидеи)
- Н. Дехтерева (Странная орхидея, Цветение странной орхидеи, Цветение необыкновенной орхидеи)[3]
- Г. Печерский (Цветение необыкновенной орхидеи)

## Экранизации
«The Flowering of the Strange Orchid» — эпизод сериала Spine Chillers, первый сезон, эпизод 17, 1980 год.